# Age onychistica
Age onychistica är en fjärilsart som beskrevs av Diakonoff 1982. Age onychistica ingår i släktet Age och familjen vecklare. Inga underarter finns listade i Catalogue of Life.